# Простатэктомия
Простатэктомия (от лат. prostata — предстательная железа и греч. ἐκτομή — вырезание) — медицинская хирургическая операция, заключающаяся в удалении всей или части предстательной железы. Операция выполняется при доброкачественных условиях, при задержке мочеиспускания, а также при раке простаты и других раковых заболеваниях таза.

## Риски и осложнения
В журнале Reviews in Urology за 2005 год приведены оценки частости некоторых типовых осложнений после радикальной простатэктомии: летальный исход <0,3 %, импотенция >50 %, эректильная дисфункция 100 %, оргазмическая дисфункция 50 %, недержание мочи <5 %-30 %, легочная эмболия <1 %, ректальная травма <1 %, сужение уретры <5 %, и лимфатический отёк 20 %.
Долгосрочные осложнения, характерные и специфические для простатэктомии включают:

### Эректильная дисфункция
Результатом хирургического удаления простаты является повышенная вероятность эректильной дисфункции пациента.
Простата окружена двумя пучками нервных волокон Nervus cavernosus, отстоящих от неё на расстоянии нескольких миллиметров. Эти два нервных пучка содержат, в частности, необходимые для эрекции нервные волокна. Травмирование обоих пучков Nervi cavernosi в ходе открытой полостной операции, например, при случайном рассечении или в результате сильного растяжения, как правило, приводит к потере эректильной способности, которая более не поддается лечению медикаментозными средствами — например, с PDE-5 ингибиторами. В таком случае говорят о послеоперационной эректильной дисфункции.
Использование методов нервосберегающей хирургии позволяет снизить вероятность эректильной дисфункции. Вместе с тем опыт и мастерство хирурга, используемые практики (технологии) нервосберегающей хирургии являются критическими факторами восстановления эректильной способности.
Вследствие природы хирургической операции по удалению простаты её результатом является неспособность пациентов к эякуляции семени и, соответственно, неспособность к оплодотворению.

### Недержание мочи
Весьма распространённым побочным эффектом радикальной простатэктомии являлось, особенно в прежние годы, недержание мочи. В результате применения модифицированного варианта простатэктомии через брюшную стенку, разработанного американским урологом Патриком Крейгом Уолшем частота случаев недержания мочи была значительно снижена.
В одном крупномасштабном исследовании (клиники Германии), охватывающем 1291 пациента, жалобы на недержание мочи были высказаны 8,4 % больных, тогда как 59,9 % прооперированных жаловались на импотенцию.
Результатом проведения операции радикальной простатэктомии часто является укорочение полового члена, вызванное тем, что вместе с простатой удаляется отрезок мочеиспускательного канала, длина которого приблизительно соответствует продольному размеру простаты, и может достигать 40 мм. Оба конца удаленного участка мочеиспускательного канала снова соединяются друг с другом. Необходимость компенсации отсутствующего участка мочеиспускательного канала обуславливает укорочение полового члена и частичное втягивание его в тело так, что наружная часть полового члена соответственно сокращается. При укороченном половом члене оставшаяся неизменной крайняя плоть будет непропорционально увеличенной в размере. Это может привести к хроническому воспалению головки полового члена. Другой причиной укорочения полового члена может являться разделение кавернозных нервов Nervi cavernosi, что может привести к атрофии пениса.

### Средства лечения послеоперационной сексуальной дисфункции
Лишь очень немногие хирурги утверждают, что пациенты способны к восстановлению эректильной функции, которую они имели до операции.
По данным американских исследований, темпы восстановления эректильной функции, на которую часто ссылаются хирурги, определяются добавлением препарата Виагра (силденафил) к режиму восстановления. В российской практике для целей восстановления послеоперационной (выполненной с использованием нервосберегающей хирургии) эректильной дисфункции, с большим успехом используется ещё один ингибитор ФДЭ-5 — Сиалис (тадалафил). В одном из исследований сообщается, что в случае приёма тадалафила в дозе 20 мг, половой акт стал возможным у 52 процентов больных.
Средства решения проблемы послеоперационной сексуальной дисфункции включают:
- Лекарственные средства[10]
- Интрауретральные суппозитории
- Инъекции в половой член
- Вакуумные приспособления
- Установка имплантатов в половой член

## Стоимость операции
Данные проведенного в 2014 году анализа стоимостных показателей операций простатэктомии пациентов без страховки в 70 клиниках США показывают, что среднее значение стоимости услуг клиники оценивается в 34730 долл., а средние значения гонораров хирурга и анестезиолога оцениваются в 8280 долл..